# Torre Banco General (Panamá)
La torre del Banco General es un rascacielos de oficinas en la ciudad de Panamá, ubicada en el área bancaria o calle 50. 
Es uno de los primeros rascacielos de oficinas de calle 50, destaca por lo esbelta que es y por su fachada de cristales celestes.
Antes era la antigua sede del Banco Continental, ahora es propiedad del Banco General.

## Datos clave
- Altura: 140 m.
- Espacio total - --- m².
- Condición: Construido.
- Rango: 	
  - En Panamá: 1998: º lugar.